# Commissaire Valence
Commissaire Valence est une série télévisée française en 12 épisodes de 90 minutes créée par Jean-Baptiste Delafon et Sébastien Arène et diffusée entre le 17 avril 2003 et le 26 juin 2008 sur TF1.

## Synopsis
Le commissaire Valence dirige la huitième DPJ de police de Paris, mène des enquêtes et élève seul sa fille.

## Distribution
- Bernard Tapie : Commissaire Pierre Valence (tous les épisodes)
- Kader Boukhanef : Barth (tous les épisodes)
- Clair Jaz : Martine (épisodes 4 à 12)
- Cécile Siméone : Laurence (à partir de l'épisode 2)
- Loïc Corbery : Stéphane Carrère (épisodes 1 à 7)
- Stéphane Tapie : Thomas Belloni (plusieurs épisodes)
- Stéphanie Sokolinski : Camille Valence
- Laure Killing : Procureur Marion Verbey (plusieurs épisodes)
- Mélanie Maudran : Aline Spaak (2 épisodes)
- Élodie Hesme : Maître Morizot (3 épisodes)
- Sophie Barjac : (épisode Vengeances)
- Florence Geanty : (1 épisode)
- Nicole Calfan : mère de Stéphane Carrère (épisode 4 : L'Amour d'un flic)
- Ann-Gisel Glass (1 épisode)
- Natacha Lindinger : Cécile, la voisine agressée (épisode pilote)
- Jean-Louis Tribes : (1 épisode)
- Jean-Michel Tinivelli : Lorriot en 2003 (épisode 2)
- Stéphane Boucher : (1 épisode)
- Valeria Cavalli : (épisode Machination)
- Sophie Tapie : (3 épisodes)
- Maud Verdeyen : Camille Valence (2 épisodes - Ep 8 et 9)
- Jérémy Chatelain : (3 épisodes)
- José Paul : (épisode 10)
- Arsène Jiroyan : (épisode 10)
- Catherine Marchal : (épisode 10)
- Sylvie Jobert : (1 épisode)
- Pascal Renwick : Paul Berthelot  (épisode Témoin en danger)
- Grégoire Bonnet : François Courtille (épisode Témoin en danger)

## Saisons et épisodes
- Saison 1 (2003) :

1. Épisode pilote

- Saison 2 (2003-2004) :

1. Viols sous influence
2. Machination
3. L'amour d'un flic

- Saison 3 (2004-2005) :

1. L'Amour d'un flic
2. Le Môme

- Saison 4 (2005-2006) :

1. Vengeances
2. Double Face

- Saison 5 (2006-2007) :

1. Passeport diplomatique
2. Permis de tuer (écrit par Laurent Scalese)

- Saison 6 (2008) :

1. Témoin en danger
2. Cœur de pierre
3. Séduction fatale (écrit par Laurent Scalese)

| Épisode                | Jour de diffusion | Nombre de téléspectateurs | PDM    | ref   |
| ---------------------- | ----------------- | ------------------------- | ------ | ----- |
| Viols sous influence   | 8 janvier 2004    | 9 328 160 millions        | 37,9 % |       |
| L'Amour d'un flic      | 21 octobre 2004   | 9 058 560 millions        | 40,1 % |       |
| Double face            | 2 mars 2006       | 7 870 720 milions         | 31,8%  | [ 1 ] |
| Passeport diplomatique | 21 décembre 2006  | 7 904 460 milions         | 32,4%  | [ 2 ] |
| Permis de tuer         | 21 juin 2007      | 5 724 000 milions         | 26.9%  | [ 3 ] |